# Meherangarh

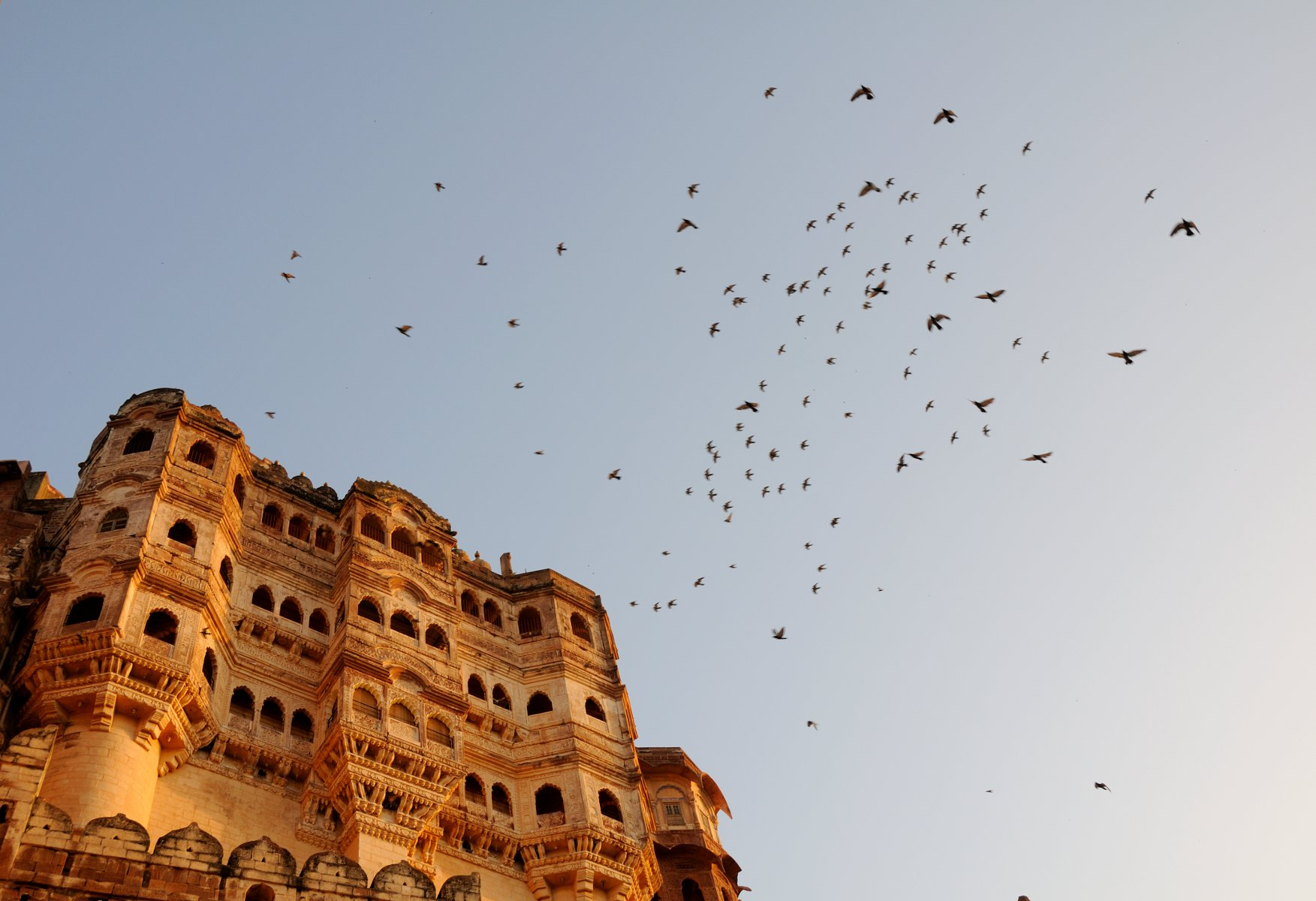
Detailansicht der Mehrangarh-Festung, Jodhpur

Mehrangarh (oder Meherangarh) ist der Name einer Festungsanlage im nordwestindischen Bundesstaat Rajasthan. Sie befindet sich auf einer Höhe von 123 Metern auf einem Einzelfelsen und überragt die Stadt Jodhpur, von dieser führt eine sich den Berg entlang windende fünf Kilometer lange Straße hinauf.
Mit dem Bau der Anlage wurde gleichzeitig mit der Stadtgründung Jodhpurs im Jahr 1459 durch Roa Jodha begonnen. Weite Teile der bis heute erhaltenen Bausubstanz stammen aus der Periode des Maharadschas Jaswant Singh (1638–1678).
Der Eingang des Forts führt durch sieben Tore. Dazu gehören:
- Jai Pol („Siegestor“), 1806 vom Maharadscha Man Singh gebaut, um einen Sieg gegen Jaipur und Bikaner zu feiern.
- Loha Pol, („Eisentor“), trägt die Handabdrücke von sechs Königinnen, die 1843 als Witwen des Maharadschas Man Singh verbrannt wurden.[1]

Die Festung befindet sich noch heute im Besitz der Nachfahren und war noch bis 1943 von der fürstlichen Familie bewohnt.
Das Plateau hat drei Bereiche: den Palast im Nordwesten, eine große Terrasse östlich des Palastes und den stark befestigten Teil im Süden.
In der Festung heiratete Liz Hurley den Unternehmer Arun Nayar.